# Karbas

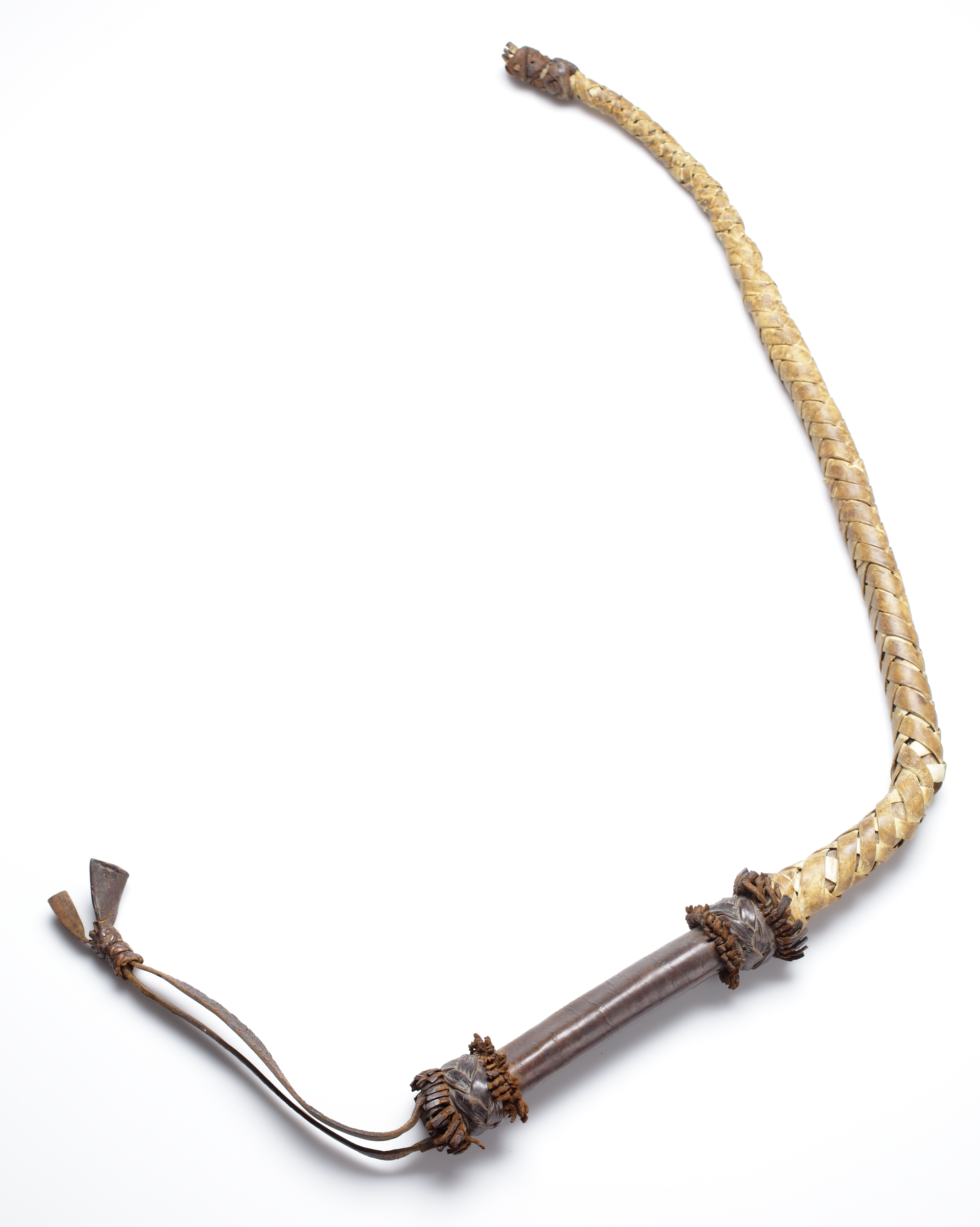
En karbas av flätad läder.

Karbas är ett redskap som förr användes för aga, exempelvis skolaga. Den utgjordes främst av en piska i flätad läder, men kunde även bestå av rotting eller ris.

## "Mäster Erik"
Mäster Erik är ett alternativt namn på karbasen. I svensk litteratur förekommer det så tidigt som 1736.